# Доротея Бранденбургская (1446—1519)
Доротея Бранденбургская (1446 — 20 марта 1519) — бранденбургская принцесса, в браке — герцогиня Саксен-Лауэнбурга.

## Жизнь
Доротея была старшей дочерью (и ребёнком) курфюрста Бранденбурга Фридриха II (1413—1471) и его жены Катарины Саксонской (1421—1476), дочери курфюрста Саксонии Фридриха I.
12 февраля 1464 года в Люнебурге она вышла замуж за герцога Иоганна V Саксен-Лауэнбургского (1439—1507). Поскольку она была старшей дочерью курфюрста Фридриха, у которого не было выживших сыновей, заключение брачного соглашения было чрезвычайно важным. В дополнение к приданому в 10 тысяч флоринов Фридрих пообещал своему зятю всё, что он мог законно оставить своей дочери. Однако позже Фридрих отрёкся от престола в пользу своего младшего брата Альбрехта Ахилла, чтобы сохранить владения в семье.
Фридрих также не смог передать приданое дочери своему зятю. Это привело к тому, что дядя Доротеи, Иоганн Алхимик, сравнил себя с курфюрстом Фридрихом в 1482 году.

## Дети
1. Адельгейда (умерла в детстве)
2. София (ум. до 1497), ∞ 1491 Антон Шаумбургский
3. Магнус I (1 января 1470 — 1 августа 1543), герцог Саксен-Лауэнбурга
4. Бернхард (? – 1524), каноник в Кёльне и Магдебурге
5. Эрих[нем.] (1472 — 20 октября 1522), под именем Эрих II князь-епископ Хильдесхайма (1501—1503) и под именем Эрих I князь-епископ Мюнстера (1508—1522)
6. Иоганн[нем.] (1483 — 20 ноября 1547), под именем Иоганн IV князь-епископ Хильдесхайма (1503—1547)
7. Анна (1468—1504), ∞ 1490 Иоганн фон Линдоу-Руппин
8. Фридрих (? — до 1501)
9. Рудольф (? — 1503)
10. Генрих (умер в детстве)
11. Екатерина, цистерцианская монахиня в Райнбеке
12. Елизавета (1489—1541), ∞ герцог Генрих IV Брауншвейг-Грубенхагенский